# Terry Hendriks

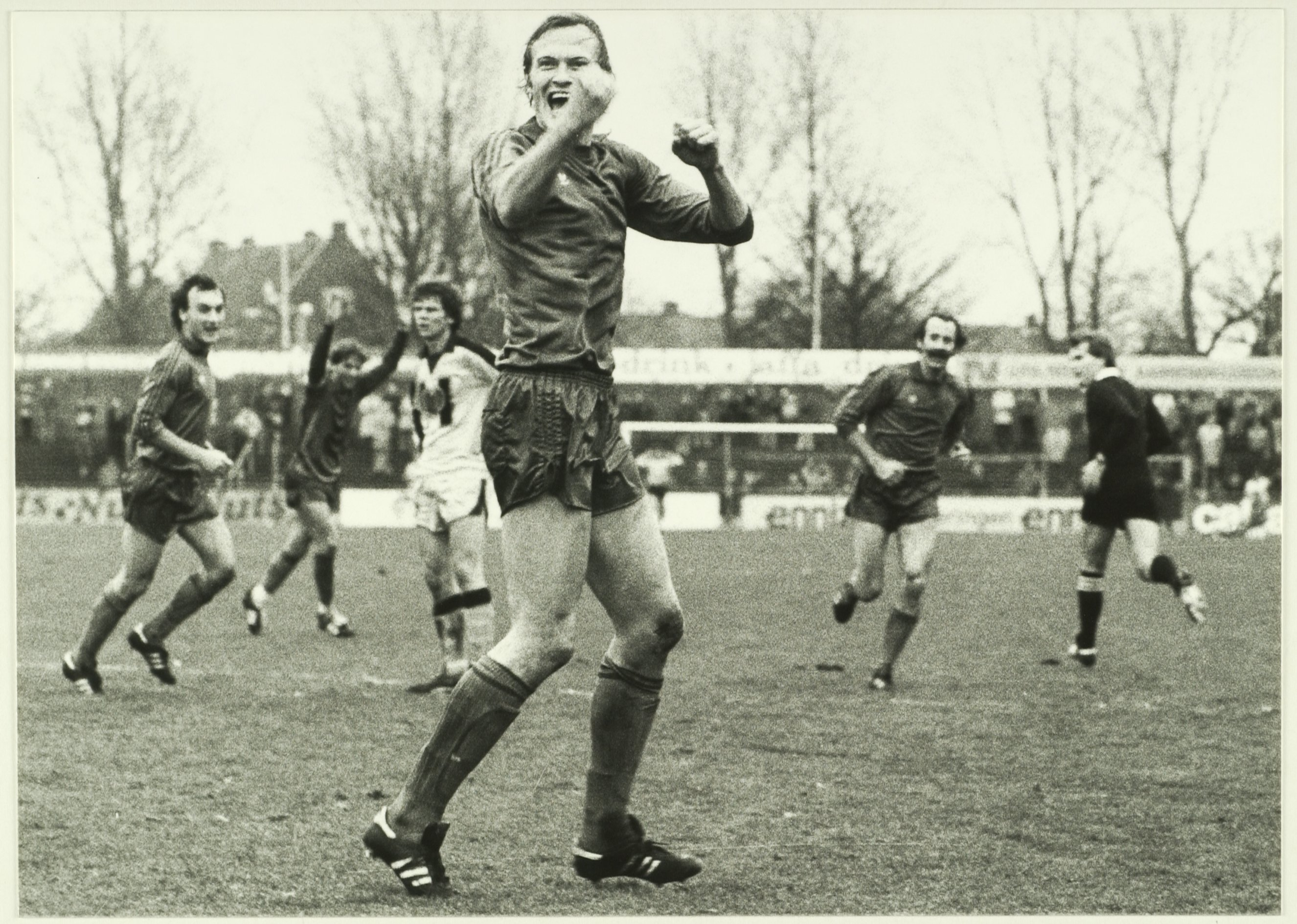
Terry Hendriks (uiterst links), 1980

Terry Hendriks (Krommenie, 8 april 1957) is een voormalig profvoetballer van onder meer Go Ahead Eagles, Vitesse en HFC Haarlem. Hij speelde als aanvaller.
Hij begon bij ZVV Zaandijk en speelde ook voor Nederlandse vertegenwoordigende jeugdelftallen.
Hendriks debuteerde al op 17-jarige leeftijd bij Go Ahead Eagles in het seizoen 1974-1975. Hendriks bleef drie seizoenen in Deventer waarna hij in 1977 vertrok naar Vitesse, dat net was gepromoveerd naar de eredivisie. Na twee seizoenen vertrok de aanvaller naar HFC Haarlem. In zijn eerste seizoen bij Haarlem werd hij uitgeleend aan SC Heerenveen. In het seizoen 1982-1983 speelde Hendriks een half jaar op huurbasis voor buurman Telstar. In 1983 keerde hij terug naar SC Heerenveen, om uiteindelijk zijn betaald voetballoopbaan medio 1984 af te sluiten op huurbasis bij De Graafschap. Hij speelde daarna nog voor AFC '34 en ZVV Zaandijk. Zijn laatste wedstrijd speelde Hendriks voor Zaandijk op 52-jarige leeftijd.
Hendriks werd daarna horeca-exploitant en werd trainer in het amateurvoetbal van onder meer Racing Club Zaandam, Zwaluwen '30 en SV Wijk aan Zee.